# Coupe d'Europe des épreuves combinées 2010
Navigation
CE des épreuves combinées 2009 CE des épreuves combinées 2011
La 28e Coupe d'Europe des épreuves combinées s'est déroulée les 26 et 27 juin 2010. La Super Ligue a eu lieu à Tallinn en Estonie, tandis que les épreuves de première et deuxième divisions ont eu lieu respectivement à Hengelo aux Pays-Bas, et à Tel-Aviv en Israël.
La compétition, organisée sous l'égide de l'Association européenne d'athlétisme, a été remportée par l'Estonie chez les hommes et la France chez les femmes.

## Faits marquants
Au décathlon, le Français Romain Barras l'emporte avec 8 313 points. Grâce notamment aux 2e et 3e places de Mikk Pahapill et Andres Raja, l'Estonie s'impose avec un total cumulé de 23 746 points. La Suède et l'Espagne ferment la marche par équipes et sont donc reléguées en première division.
À l'heptathlon, la victoire individuelle revient à l'Ukrainienne Hanna Melnichenko. Par équipes, c'est la France, menée par Marisa De Aniceto qui s'impose. Vainqueur en 2009, la Pologne est reléguée en première division, en compagnie de la Suède.

## Résultats

### Individuels
| Rang | Pays        | Athlète          | Performance |
| ---- | ----------- | ---------------- | ----------- |
| 1    | France      | Romain Barras    | 8313 pts    |
| 2    | Estonie     | Mikk Pahapill    | 8198 pts    |
| 3    | Estonie     | Andres Raja      | 8023 pts    |
| 4    | Biélorussie | Eduard Mihan     | 7742 pts    |
| 5    | Ukraine     | Yevhen Nikitin   | 7724 pts    |
| 6    | Russie      | Aleksandr Tabala | 7718 pts    |
| 7    | Russie      | Aleksandr Kislov | 7652 pts    |
| 8    | France      | Mattias Cerlati  | 7541 pts    |

| Rang | Pays         | Athlète            | Performance |
| ---- | ------------ | ------------------ | ----------- |
| 1    | Ukraine      | Hanna Melnichenko  | 6098 pts    |
| 2    | France       | Marisa De Aniceto  | 6010 pts    |
| 3    | Russie       | Aleksandra Butvina | 5990 pts    |
| 4    | France       | Yassmina Omrani    | 5979 pts    |
| 5    | Pologne      | Karolina Tymińska  | 5938 pts    |
| 6    | Rép. tchèque | Eliška Klučinová   | 5920 pts    |
| 7    | Rép. tchèque | Katerina Cachova   | 5908 pts    |
| 8    | Estonie      | Grit Šadeiko       | 5810 pts    |

### Par équipes
| Rang | Pays        | Athlètes | Performance |
| ---- | ----------- | --- | ----------- |
| 1    | Estonie     | Mikk Pahapill (8198 pts) Andres Raja (8023 pts) Mikk-Mihkel Arro (7525 pts) Tarmo Riitmuru (7407 pts)                    | 23746 pts   |
| 2    | Russie      | Aleksandr Tabala (7718 pts) Aleksandr Kislov (7652 pts) Mikhail Logvinenko (7372 pts) Aleksandr Zyabrev (DNF)            | 22742 pts   |
| 3    | France      | Romain Barras (8313 pts) Mattias Cerlati (7541 pts) Franck Logel (6702 pts) Florian Geffrouais (4679 pts)                | 22556 pts   |
| 4    | Biélorussie | Eduard Mihan (7742 pts) Aliaksandr Korzun (7312 pts) Anatoli Koshar (7219 pts) A. Parkhomenka (6961 pts)                 | 22273 pts   |
| 5    | Finlande    | Lassi Raunio (7424 pts) Mikko Halvari (7301 pts) Sami Itani (7256 pts) Tommy Barrineau (6441 pts)                        | 21981 pts   |
| 6    | Ukraine     | Yevhen Nikitin (7724 pts) Mark Tymchenko (7190 pts) Oleksiy Hordiyenko (7021 pts) Vitaliy Pinkevych (6901 pts)           | 21935 pts   |
| 7    | Suède       | Petter Olson (7470 pts) Marcus Nilsson (7318 pts) Erik Mattias Larsson (7051 pts) Rasmus Carlsson (5690 pts)             | 21839 pts   |
| 8    | Espagne     | Agustin Felix Esbri (7043 pts) Jonay Jordan Shafer (6593 pts) Javier Perez Rasines (6138 pts) José María Peña (5690 pts) | 19774 pts   |

| Rang | Pays         | Athlètes | Performance |
| ---- | ------------ | --- | ----------- |
| 1    | France       | Marisa De Aniceto (6010 pts) Yassmina Omrani (5979 pts) Blandine Maisonnier (5665 pts) A. Nana Djimou Ida (DNF)     | 17654 pts   |
| 2    | Rép. tchèque | Eliška Klučinová (5920 pts) Katerina Cachova (5908 pts) Jana Korešova (5574 pts) Lucie Ondraschková (5287 pts)      | 17402 pts   |
| 3    | Russie       | Aleksandra Butvina (5990 pts) Nadezhda Sergeyeva (5661 pts) Yekaterina Bolshova (5650 pts) Svetlana Ladokhina (DNF) | 17301 pts   |
| 4    | Ukraine      | Hanna Melnichenko (6098 pts) Inna Ahkozova (5597 pts) Irina Ilkevych (5562 pts) Alina Fyodorova (5515 pts)          | 17257 pts   |
| 5    | Estonie      | Grit Šadeiko (5810 pts) Mari Klaup (5739 pts) Veera Baranova (5684 pts) Anne Viskov (5454 pts)                      | 17233 pts   |
| 6    | Royaume-Uni  | Grace Clements (5755 pts) Phyllis Agbo (5724 pts) Dominique Blaize (5411 pts) Sophie Skinner (5207 pts)             | 16890 pts   |
| 7    | Pologne      | Karolina Tyminska (5938 pts) Karolina Kedzia (5354 pts) Izabela Mikolajczyk (5283 pts) Zofia Blicharska (5212 pts)  | 16575 pts   |
| 8    | Suède        | Ellinor Rosenquist (5692 pts) Josefin Svensson (5200 pts) Josephine Rohr (5191 pts) Lisa Linnell (5000 pts)         | 16083 pts   |

## Première division
Chez les hommes, la Pologne s'impose avec 22 884 points, devant la République tchèque (22 123 points). Ces deux nations sont ainsi promues en Super League en 2011, tandis que la Hongrie et la Roumanie sont reléguées en seconde division.
Chez les femmes, la Grèce et les Pays-Bas sont promues, réalisant respectivement 16 995 et 16 728 points. L'Espagne et l'Autriche descendent en seconde division.

## Seconde division
Chez les hommes, la Belgique s'impose avec 22 176 points, devant la Grèce (21 070 points). Ces deux nations sont ainsi promues en première division en 2011.
Chez les femmes, la Finlande et la Norvège sont promues, réalisant respectivement 16 660 et 15 766 points.